# Аргайл (Вісконсин)
Аргайл (англ. Argyle) — селище (англ. village) в США, в окрузі Лафаєтт штату Вісконсин. Населення — 783 особи (2020).

## Географія
Аргайл розташований за координатами 42°42′5″ пн. ш. 89°51′57″ зх. д. / 42.70139° пн. ш. 89.86583° зх. д. (42.701333, -89.865902).  За даними Бюро перепису населення США в 2010 році селище мало площу 1,62 км², уся площа — суходіл.

## Демографія
Згідно з переписом 2010 року, у селищі мешкало 857 осіб у 366 домогосподарствах у складі 223 родин. Густота населення становила 531 особа/км².  Було 393 помешкання (243/км²).
Расовий склад населення:
| - 99,1 % — білих - 0,4 % — корінних американців - 0,1 % — чорних або афроамериканців |

До двох чи більше рас належало 0,4 %. Частка іспаномовних становила 2,0 % від усіх жителів.
За віковим діапазоном населення розподілялося таким чином: 24,9 % — особи молодші 18 років, 57,8 % — особи у віці 18—64 років, 17,3 % — особи у віці 65 років та старші. Медіана віку мешканця становила 39,6 року. На 100 осіб жіночої статі у селищі припадало 107,5 чоловіків;  на 100 жінок у віці від 18 років та старших — 101,2 чоловіків також старших 18 років.
Середній дохід на одне домашнє господарство  становив 45 081 долар США (медіана — 39 559), а середній дохід на одну сім'ю — 55 676 доларів (медіана — 46 607). Медіана доходів становила 43 438 доларів для чоловіків та 31 167 доларів для жінок. За межею бідності перебувало 15,3 % осіб, у тому числі 9,6 % дітей у віці до 18 років та 15,7 % осіб у віці 65 років та старших.
Цивільне працевлаштоване населення становило 384 особи. Основні галузі зайнятості: виробництво — 24,2 %, освіта, охорона здоров'я та соціальна допомога — 24,0 %, мистецтво, розваги та відпочинок — 13,0 %, будівництво — 10,9 %.